# Alpineskiën op de Paralympische Winterspelen

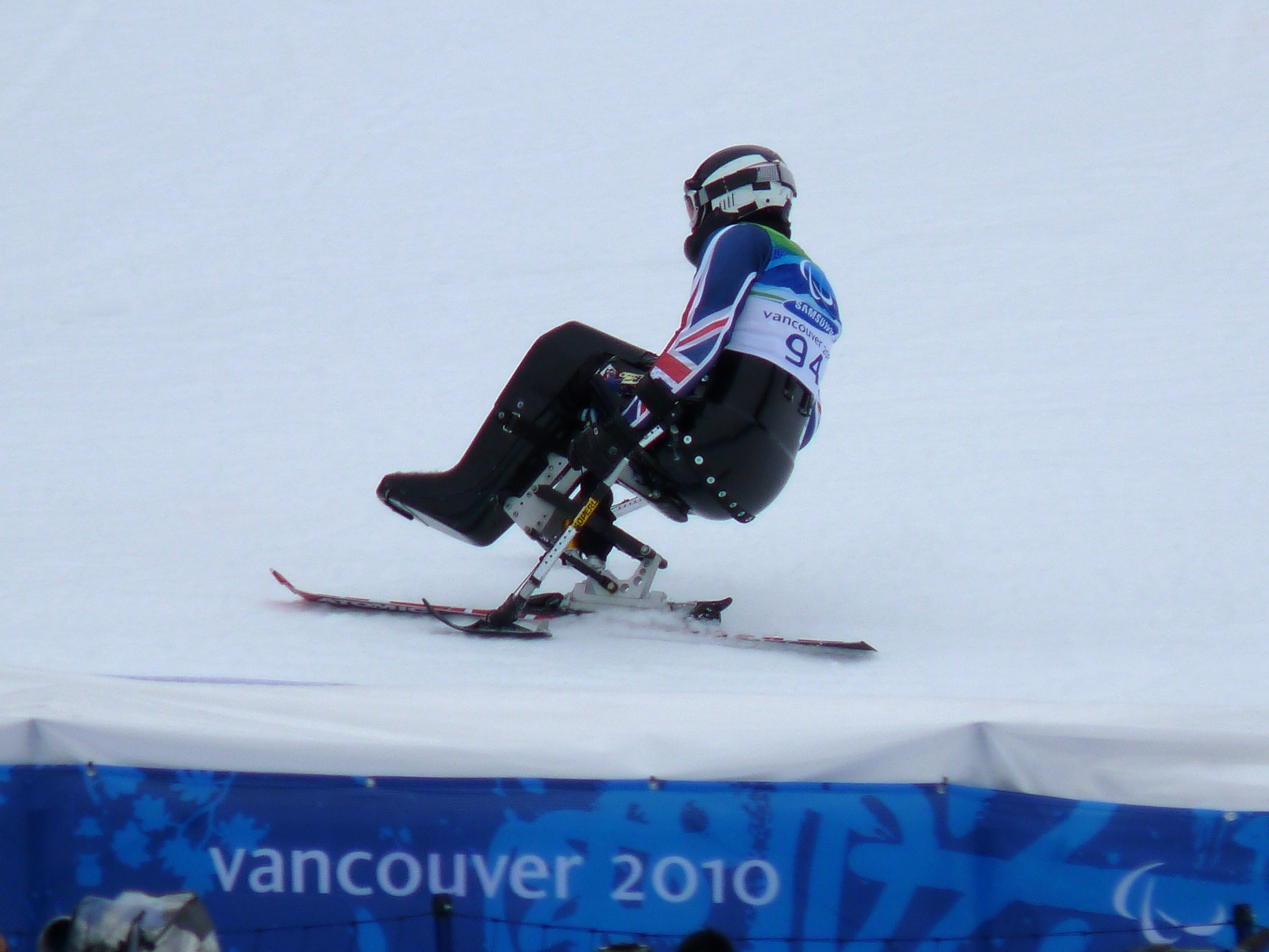
De Brit Talan Skeels-Piggins op de slalom in Vancouver 2010

Alpineskiën staat al vanaf het begin op het programma  van de Paralympische Spelen. De sport staat onder auspiciën van de Internationaal Paralympisch Comité (IPC)
Alpineskiën is een sport voor sporters met een lichamelijke handicap aan verschillende ledematen.

## Classificatie
De skiërs worden in klassen ingedeeld op basis van hun type en mate van hun beperking. Dit classificatiesysteem maakt het mogelijk dat sporters met eenzelfde mate van functioneren, met elkaar kunnen strijden.
Er zijn drie klassen. Zittend, Staand en Visueel Beperkt.

### Geschiedenis
- In 1976 werden de verschillende klassen  aangegeven met romeinse cijfers en soms aangevuld met een A of een B.
- Van 1980 tot 2002 werden de verschillende klassen aangegeven met Letters en cijfers.

B stond voor de klassen voor visueel beperkten.
LW1 tm LW9 stond voor de klassen met skiërs die ondanks hun beperkingen staand kunnen skiën.
LW10 tm LW12 stond voor de klassen voor skiërs op zitski's. De zitskiërs doen sinds 1984 mee aan de paralympics.
- In 1994 werden de klassen LW10 tm LW12 aangeduid met LW gevolgd door romeinse cijfers.
- Sinds 2006 gelden de huidige klassen.

## Disciplines
- Alpinecombinatie - 1976 en 1980
- Afdaling - vanaf 1984 tot heden
- Reuzenslalom - vanaf 1976 tot heden
- Slalom - vanaf 1976 tot heden
- Super G - vanaf 1992 tot heden

1976 · 1980 · 1984 · 1988 · 1992 · 1994 · 1998 · 2002 · 2006 · 2010 · 2014 · 2018 · 2022
Alpineskiën · Biatlon · Langlaufen · Priksleeën · Rolstoelcurling · Sledgehockey · Snowboarden